# Francisco Tusquets
Francisco Tusquets (nacido en Barcelona, 1841) fue un escritor español.

## Biografía
Residente en París, redactó allí las novelas La negra (¿1890?), La hembra (historia de un hombre) (1893) y El padre nuestro (historia mundana) (1895), publicadas en España y traducidas prontamente al francés. En El padre nuestro hace una paladina defensa de Pequeñeces del padre Luis Coloma y se identifica con el naturalismo católico de este. Apela a la fuerza espiritual como único factor que puede neutralizar las fuerzas de las pasiones fatales que minan al individuo y coartan su libertad moral. Escribió además teatro en compañía de Ricardo Moly de Baños y una colección de cuentos, La Serafina. (Relatos transcendentales) (1911).

## Obras
- La negra (¿1890?),
- El padre nuestro: historia mundana Barcelona: Henrich y Cia, 1895 (Imprenta de Henrich)
- La hembra : (historia de un hombre) Barcelona: Henrich y cie editores, 1893
- Con Ricardo Moly de Baños Ciento por uno: episodio conyugal en un acto y en verso Madrid, 1875 (Barcelona: Imp. de Ramírez y Cª)
- Con Ricardo Moly de Baños, Un rayo de sol: episodio conyugal en un acto Madrid, 1873 (Barcelona: Imprenta de Narciso Ramírez y Compañía)
- La Serafina. (Relatos transcendentales) Madrid: Lib. de F. Beltrán, 1911.